# 帽儿山镇
帽儿山镇是中国黑龙江省哈尔滨市尚志市下辖的一个镇，因境内帽儿山得名，位于尚志市西北部，1972年正式建镇，301国道、哈绥公路、滨绥铁路过境。